# Mechs vs. Minions
Mechs vs. Minions là một trò chơi board game hợp tác được tạo bởi Riot Games. Trò chơi được phát hành vào ngày 13 tháng 10 năm 2016.